# Élections sénatoriales de 1995 dans le Vaucluse
Les élections sénatoriales en Vaucluse ont eu lieu le dimanche 24 septembre 1995. 

## Contexte départemental
Lors des élections sénatoriales du 28 septembre 1986 en Vaucluse, trois sénateurs ont été élus, un UDF et un RPR.
Depuis, tous les effectifs du collège électoral des grands électeurs ont été renouvelés, avec les élections législatives de 1993, les élections régionales françaises de 1992, les élections cantonales de 1992 et 1994 et les élections municipales françaises de 1995.

## Sénateurs sortants
| Sénateur | Sénateur       | Parti | Autres mandats                                           |
| -------- | -------------- | ----- | -------------------------------------------------------- |
|          | Alain Dufaut   | RPR   | Conseiller général, adjoint au maire d'Avignon           |
|          | Jacques Bérard | RPR   | ancien député, conseiller général, ancien maire d'Orange |

## Résultats
| Candidat       | Candidat            | Parti          | Premier tour | Premier tour | Second tour | Second tour |
| Candidat       | Candidat            | Parti          | Voix         | %            | Voix        | %           |
| -------------- | ------------------- | -------------- | ------------ | ------------ | ----------- | ----------- |
|                | Alain Dufaut        | RPR            | 430          | 41,15        | 516         | 50,99       |
|                | Jacques Bérard      | RPR            | 323          | 30,91        | 374         | 36,96       |
|                | Claude Haut         | PS             | 297          | 28,42        | 375         | 37,06       |
|                | Maurice Lovisolo    | PS             | 286          | 27,37        |             |             |
|                | Jean-Claude Andrieu | UDF            | 250          | 23,92        | 354         | 34,98       |
|                | Germain Giraud      | UDF            | 160          | 15,31        |             |             |
|                | Jacques Bompard     | FN             | 98           | 9,38         |             |             |
|                | Guy Macary          | FN             | 83           | 7,94         |             |             |
|                | Nicette Aubert      | PCF            | 47           | 4,50         | 125         | 12,35       |
|                | Guy Moureau         | PCF            | 47           | 4,50         | 8           | 0,79        |
|                | Louise Crovetti     | LV             | 8            | 0,77         | 5           | 0,49        |
|                |                     |                |              |              |             |             |
| Inscrits       | Inscrits            | Inscrits       | 1 069        | 100,00       | 1 069       | 100,00      |
| Abstentions    | Abstentions         | Abstentions    | 8            | 0,75         | 15          | 1,40        |
| Votants        | Votants             | Votants        | 1 061        | 99,25        | 1 054       | 98,60       |
| Blancs et nuls | Blancs et nuls      | Blancs et nuls | 16           | 1,51         | 42          | 3,98        |
| Exprimés       | Exprimés            | Exprimés       | 1 045        | 98,49        | 1 012       | 96,02       |

## Sénateurs élus
| Sénateur | Sénateur     | Parti |
| -------- | ------------ | ----- |
|          | Alain Dufaut | RPR   |
|          | Claude Haut  | PS    |